# Skybox (jogos eletrônicos)

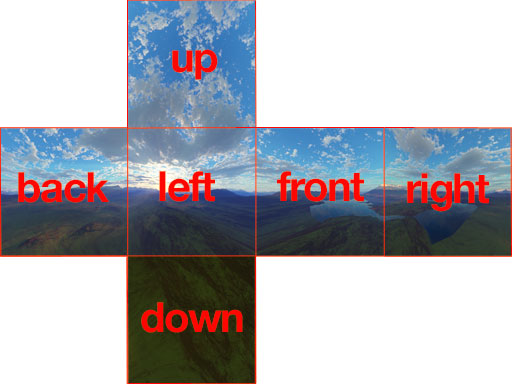
Exemplo de uma textura que pode ser mapeada para as faces de uma skybox cúbica, com faces rotuladas.

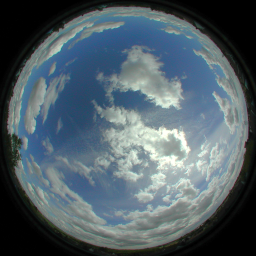
Exemplo de uma textura para um skydome hemisférico.

Uma skybox é um método de criar planos de fundo para fazer com que o nível de um jogo eletrônico pareça maior do que realmente é. Quando uma skybox é usada, o nível é incluso em um cubóide. O céu, montanhas distantes, edifícios distantes e outros objetos inacessíveis são projetados nas faces do cubo (usando uma técnica chamada mapeamento de cubo), criando assim a ilusão de um ambiente tridimensional distante. Um skydome emprega o mesmo conceito, mas usa uma esfera ou um hemisfério em vez de um cubo.
O processamento de gráficos 3D é computacionalmente caro, especialmente em jogos em tempo real, e apresenta vários limites. Os níveis precisam ser processados em velocidades tremendas, dificultando a renderização de vastas paisagens em tempo real. Além disso, os gráficos em tempo real geralmente possuem buffers de profundidade com profundidade de bits limitada, o que limita a quantidade de detalhes que podem ser renderizados à distância.
Para evitar esses problemas, os jogos costumam usar skyboxes. Tradicionalmente, estes são cubos simples com até 6 texturas diferentes colocadas nas faces. Por um alinhamento cuidadoso, um espectador no meio exato da skybox perceberá a ilusão de um mundo 3D real ao seu redor, composto por essas 6 faces.
À medida que um espectador se move através de uma cena 3D, é comum que a skybox permaneça estacionária em relação ao espectador. Essa técnica cria a ilusão de que os objetos na skybox estão infinitamente distantes, pois eles não exibem nenhum movimento de paralaxe, enquanto os objetos 3D mais próximos do visualizador parecem se mover. Geralmente, é uma boa aproximação da realidade, onde objetos distantes, como nuvens, estrelas e até montanhas, parecem estacionários quando o ponto de vista é deslocado por distâncias relativamente pequenas. No entanto, os designers devem ter cuidado com os objetos que eles incluem em uma skybox fixa. Se um objeto de tamanho conhecido (por exemplo, um carro) é incluído na textura e é grande o suficiente para que o espectador o perceba por perto, a falta de movimento de paralaxe pode ser percebida como irreal ou confusa.
A fonte de uma skybox pode ser qualquer forma de textura, incluindo fotografias, imagens desenhadas à mão ou geometria 3D pré-renderizada. Geralmente, essas texturas são criadas e alinhadas em 6 direções, com ângulos de visão de 90 graus (que cobrem as 6 faces do cubo).

## Skyboxesavançados
Skyboxes simples baseadas em textura tiveram sérias desvantagens. Elas não podiam ser animadas e todos os objetos pareciam igualmente distantes no infinito. A partir do final dos anos 90, alguns designers de jogos construíram pequenas quantidades de geometria 3D para aparecer na skybox para criar uma melhor ilusão de profundidade, além de uma skybox tradicional para objetos muito distantes. Esta skybox construída era colocada em um local inacessível, normalmente fora dos limites da parte jogável do nível, para impedir que os jogadores tocassem na skybox.
Nas versões mais antigas dessa tecnologia, como as apresentadas no jogo Unreal, isso se limitava a movimentos no céu, como os movimentos das nuvens. Os elementos podem ser alterados de nível para nível, como as posições de objetos estelares ou a cor do céu, dando a ilusão de uma mudança gradual do dia para a noite. A skybox neste jogo ainda parece estar infinitamente distante, pois a skybox, embora contenha geometria 3D, não moveu o ponto de visualização junto com o movimento do jogador no nível.
Motores mais novos, como o Source, continuam com essa ideia, permitindo que a skybox se mova junto com o jogador, embora a uma velocidade diferente. Como a profundidade é percebida no movimento comparado dos objetos, fazer com que a skybox se mova mais devagar que o nível, fazendo com que a skybox apareça longe, mas não infinitamente. Também é possível, mas não obrigatório, incluir geometria 3D que cercará o ambiente jogável acessível, como edifícios ou montanhas inacessíveis. Eles são projetados e modelados em uma escala menor, normalmente 1/16, depois renderizados pelo motor para parecer muito maiores. Isso resulta em menos requisitos de CPU do que se fossem renderizados em tamanho real. O efeito é conhecido como "skybox 3D".
No jogo Half-Life 2, esse efeito foi amplamente utilizado para mostrar The Citadel, uma enorme estrutura no centro da City 17. Nos capítulos finais do jogo, o jogador viaja pela cidade em direção à Cidadela, o efeito skybox tornando-o cada vez maior progressivamente com o movimento do jogador, parecendo completamente fazer parte do nível. Quando o jogador atinge a base da Cidadela, ela é dividida em duas partes. Uma pequena seção inferior faz parte do mapa principal, enquanto a seção superior está na skybox 3D. As duas seções são perfeitamente combinadas para aparecer como uma única estrutura.